# Paradeucalion
Paradeucalion – rodzaj chrząszczy z rodziny kózkowatych i podrodziny zgrzypikowych.

## Zasięg występowania
Przedstawiciele tego rodzaju występują na Maderze.

## Systematyka
Do Paradeucalion należą 2 gatunki:
- Paradeucalion desertarum
- Paradeucalion maderens